# Raum
Na demonologia, Raum é o Grande Fidalgo do Inferno e tem sob seu comando, trinta legiões de demônios. Ele é retratado como um corvo, que adopta uma forma humana, a pedido do mágico.

## Características
Raum rouba dos reis, tesouros, casas, levando-lhes o que ele deseja, destrói cidades e a dignidade dos homens (ele é conhecido pelo seu grande desprezo à dignidade). Raum também pode dizer coisas passadas, do presente e futuro, reconciliar amigos e inimigos, e invocar o amor.

## Etimologia
"Raum" em alemão significa, "espaço, quarto, sala"; räumen, significa, para esvaziar, evacuar. Ver Espaço vital, literalmente "sala" (isto é, espaço para viver, não uma sala de estar
Outras ortografias : Raim, Raym, Räum.

## Citações

### Referencias
- L.M. Mathers, Samuel; Crowley, Aleister (1995) [1904]. The Book of the Goetia of Solomon the King 2 Sub edition ed. York Beach, ME: Red Wheel Weiser Conari. ISBN 0-87728-847-X